# Pere Armengou i Torra
Pere Armengou i Torra (Manresa, 1905 - Manresa, 17 de desembre de 1990) fou un arquitecte català.
Va fer els estudis primaris als Germans de les Escoles Cristianes de Manresa. El 1922 comença estudis d'Arquitectura a Barcelona i els acaba el 1932. Entrà en contacte amb l'avantguarda cultural dels anys vint, a través de l'Escola d'Arquitectura de Barcelona i el Cercle Artístic de Sant Lluc. D'estudiant treballà al taller de l'arquitecte Francesc Folguera. Fou soci fundador del GATCPAC. Juntament amb l'arquitecte Francesc Perales fou autor d'un projecte de club d'esports, que figurà a la famosa exposició d'aquell grup a la Galeries Dalmau.
Fou l'arquitecte municipal de Manresa del 1932 al 1934. Signà el Pla de l'Eixample de Manresa el 1933, redactat anteriorment pels arquitectes Josep Firmat i Ferran Tarragó. Va projectar una caserna per a la Guàrdia Civil, la piscina municipal de Manresa, el cobriment del torrent de Sant Ignasi i una escola al Bosquet de Sant Fruitós. Tanmateix, la seva obra més significativa és el Grup Escolar Renaixença, que fou inaugurat pel president Lluís Companys el setembre del 1934, mostra d'arquitectura racionalista. La seva formació inicial dins el funcionalisme s'endevina en tota la seva obra, que després de la guerra civil de 1936-39 fou variada i difosa, i es desenvolupà principalment a Barcelona, a Manresa i comarca, i a Sitges.
Durant la Guerra Civil contribuí a salvar la basílica de la Seu de Manresa, que estava amenaçada d'enderroc pels elements més extremistes d'esquerra. Fou mobilitzat per anar al front. Acabada la guerra, es refugià a França. El 1940 torna de l'exili a Sant Fruitós de Bages, d'on va ser arquitecte municipal fins al 1980.